# لينوكس سيبي
لينوكس سيبي (بالإنجليزية: Lennox Sebe)‏ (و. 1926 – 1994 م) هو سياسي من جنوب أفريقيا . ولد في جنوب أفريقيا .